# Starland Vocal Band

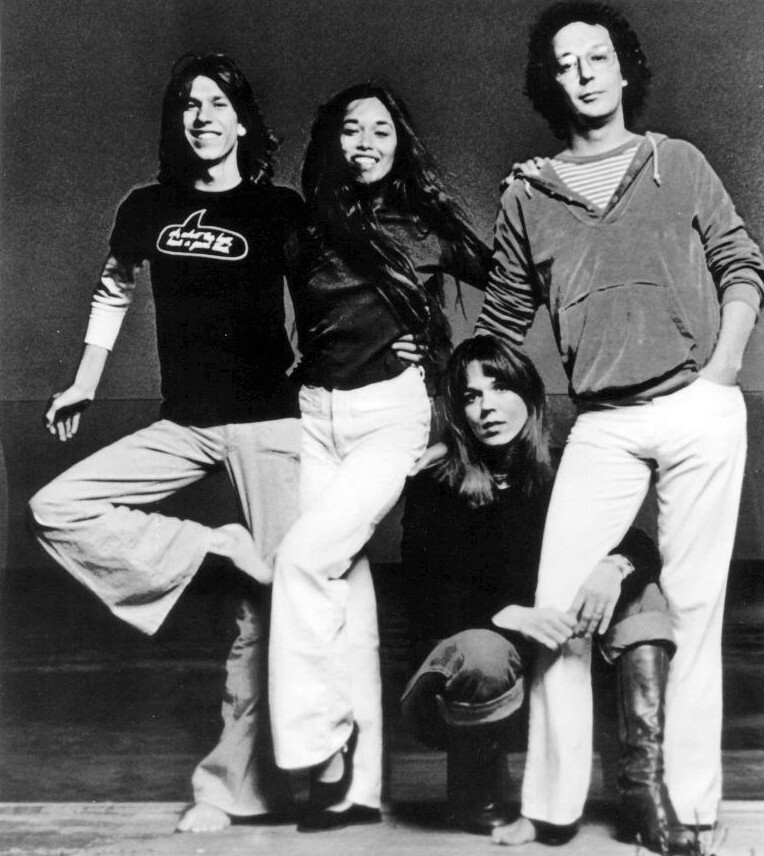
Starland Vocal Band

Starland Vocal Band was een Amerikaanse popgroep uit de periode 1976-1980 die één grote hit scoorde met de single Afternoon Delight, die een nummer 1-hit werd in de Amerikaanse hitparade.
De groep kwam voort uit "Fat City", een akoestisch duo uit Washington, D.C. gevormd door het echtpaar Bill Danoff en Taffy Nivert. Zij schreven onder meer samen met John Denver diens hit "Take Me Home, Country Roads". In 1974 kwam zanger-pianist Jon Carroll zich bij hen vervoegen, en samen met zangeres Margot Chapman vormden ze de nieuwe groep Starland Vocal Band. Ze tekenden bij Windsong, het platenlabel van John Denver, en brachten in 1976 hun eerste LP uit, getiteld Starland Vocal Band. De single daaruit, "Afternoon Delight", werd een internationale hit en stond twee weken aan de top van de Billboard Hot 100. Het album klom tot nummer 20 op Billboard's Hot 200 albumlijst. De groep werd genomineerd voor vijf Grammy Awards, waarvan ze er twee wonnen, voor beste nieuwe artiest en beste vocale arrangement voor "Afternoon Delight". Dankzij dit succes kregen ze zelfs een eigen televisieshow op CBS, The Starland Vocal Band Show met onder meer een toen nog onbekende David Letterman. Er werden zes afleveringen van uitgezonden van juli tot september 1977.
Het tweede album van de groep, Rear View Mirror uit 1977 kon het succes van zijn voorganger niet evenaren, het raakte slechts tot nummer 104 op Billboard's Hot 200. Evenmin succesvol was de opvolger Late Nite Radio uit 1978. Na het vierde album, 4x4 uit 1980 viel de groep uiteen, en kort daarna scheidden Danoff en Nivert. Ook Carroll en Chapman, die met elkaar getrouwd waren tijdens de succesperiode van de groep, zouden later uiteengaan.
In 1980 verscheen ook nog een kerstplaat van de Starland Vocal Band, Christmas at Home.

## NPO Radio 2 Top 2000
| Nummer met noteringen in de NPO Radio 2 Top 2000 | '99 | '00  | '01  | '02  | '03  | '04  | '05  |
| ------------------------------------------------ | --- | ---- | ---- | ---- | ---- | ---- | ---- |
| Afternoon Delight                                | 990 | 1360 | 1770 | 1411 | 1854 | 1947 | 1581 |

1. ↑  Een vetgedrukt getal geeft de hoogste notering aan.
2. ↑  Deze tabel is bijgewerkt tot en met de laatste editie (2024).